# Цвинтар святого Андрія (Саут-Баунд-Брук)
Цвинтар святого Андрія у Саут-Баунд-Бруку (англ. St. Andrew's Ukrainian Cemetery) — єдиний український пантеон у Сполучених Штатах Америки. Розташований в містечку Саут-Баунд-Брук в окрузі Сомерсет штату Нью-Джерсі. На цвинтарі понад 6 тисяч могил відомих українських діячів: політиків, державотворців, вчених, служителів церкви, письменників, художників, меценатів, музикантів. Свого часу сюди були перевезені тлінні останки українців з Венесуели, Польщі, Чехословаччини, Німеччини та інших країн світу.

## Відомі люди, поховані на цвинтарі

### Релігійні діячі
- Патріарх Мстислав (Скрипник) — визначний український церковний діяч, патріарх Київський і Всієї України УАПЦ, патріарх Київський і всієї Руси-України УПЦ КП, Первоієрарх УАПЦ в Діаспорі.
- Архимандрит Петро Опаренко — адміністративний підполковник Армії УНР, Архімандрит Української Православної Церкви в США.
- Орест (Іванюк) — єпископ УАПЦ в Діаспорі з титулом єпископ Львівсько-Чернівецький, керуючий Західноєвропейською єпархією.

### Державні діячі
- Клепачівський Костянтин Йосипович — український фінансист, організатор та Директор Державного банку УНР.
- Лівицький Андрій Миколайович — український громадсько-політичний діяч. Президент УНР в екзилі (1926–1954).
- Лівицький Микола Андрійович — Президент УНР в екзилі (1967–1989), політичний діяч і журналіст.
- Мартос Борис Миколайович — прем'єр-міністр УНР.
- Паньківський Кость (6 грудня 1897 — 20 січня 1973) — політичний діяч, публіцист, адвокат, голова уряду УНР в екзилі (1945–1948). Син Костя Федоровича Паньківського.
- Самійленко Іван Матвійович (1912—2006) — останній голова уряду УНР в екзилі (1989—1992), громадський діяч, вчений.

### Громадсько-політичні діячі
- Байбак Петро Трохимович — український політичний та громадський діяч, член ОУН(м).
- Бульбенко Федір Павлович — хорунжий армії УНР, член Мануйлівської «Просвіти», громадський і церковний діяч в Україні і в еміграції.
- Витвицький Степан Порфирович — український політичний діяч, правник, журналіст, член УНДП, 2-й Президент УНР у вигнанні.
- Донцов Дмитро Іванович — український літературний критик, публіцист, філософ, політичний діяч, головний ідеолог українського інтегрального націоналізму.
- Квітковський Денис Васильович — історик, адвокат, публіцист, педагог, видавець, політичний та громадський діяч.
- Лопатинський Юрій Дем'янович — військовий діяч, підполковник УПА, один із командирів «Нахтігалю».
- Піддубний Іван Трохимович — український військовий, один з основоположників Української Революційно-Демократичної Партії, суспільно-політичний діяч, почесний член УРДП, автор спогадів, інженер-агроном, науковець, журналіст. Хорунжий Армії УНР.
- Понеділок Микола Васильович — український письменник, автор збірок гумористичних оповідань, член ОУП «Слово».
- Старосольський Юрій Володимирович — український вчений-правник у США.
- Марія Фішер-Слиж — лікар-педіатр, член управи Українського лікарського товариства Північної Америки (УЛТПА) у Чикаго, колишній голова УЛТПА в Торонто, член управи Канадського товариства приятелів України, Ліги українських меценатів у Києві та Почесний член Наукового товариства імені Шевченка у США.
- Чайковський Данило Васильович — український журналіст і політичний діяч ОУН(р).
- Штуль-Жданович Олег Данилович — український політичний і військовий діяч.

### Військові діячі
- Балабас Олексій Ісакович — український вчений, військовий.
- Бибик Василь — поручник Армії УНР, інженер-економіст. Лицар Ордену Залізного Хреста.
- Бульба-Боровець Тарас — діяч українського повстанського руху часів Другої світової війни, засновник УПА «Поліська Січ».
- Винник Іван — майор Армії УНР, лицар Ордену Залізного Хреста, скарбник Орденської Ради Ордена Залізного Хреста Армії УНР.
- Войновський Петро Олександрович — український політичний, військовий діяч.
- Григоренко Петро Григорович — радянський генерал-майор, українець, правозахисник.
- Дідковський Андрій Григорович — педагог і мемуарист, офіцер особливих доручень в ставці Головного Отамана Симона Петлюри.
- Дяченко Петро Гаврилович — український військовий діяч, командир таких формувань: Чорні Запорожці, 2-га дивізія УНА, протипанцерна бригада «Вільна Україна».
- Єфремов Сергій Федорович — український військовий діяч, головнокомандувач національної оборони Карпатської України, підполковник Армії УНР (генерал-хорунжий в еміграції).
- Захвалинський Сергій Іванович — хорунжий Армії УНР, учасник бою під Крутами.
- Кедровський Володимир Іванович — український державний і політичний діяч, публіцист, полковник Армії УНР.
- Колтунюк Мирослав — чотар УГА, інженер, меценат.
- Лютий-Лютенко Іван Макарович — старшина Запорізької дивізії, повстанський отаман Холодного Яру (1919—1922).
- Омелянович-Павленко Іван Володимирович  — український військовий діяч, генерал-хорунжий Армії УНР.
- Отрешко-Арський Микола — український військовий та громадський діяч, полковник Армії УНР, голова Управи Спілки бувших вояків-українців у США (1970—1980).
- Падалка Василь — майор Армії УНР, учасник Другого зимового походу.
- Рибачук Микола — український військовик, підполковник Армії УНР, член Вищої військової ради УНР в екзилі.
- Сім'янцев Олекса Іванович — український військовий, вчитель, інженер-гідротехнік; значковий (поручник) полку Чорних запорожців; поручник Армії УНР.
- Смородський Петро Володимирович — полковник Армії УНР.
- Тарабан Микола — хорунжий УПА, командир сотні «Месники-2» куреня «Месники» ТВ-27 «Бастіон» ВО-6 «Сян» групи УПА-Захід.
- Яременко Антін Васильович — військовий і громадський діяч, інженер-гідротехнік, меценат. Козак Сердюцької дивізії Армії Української Держави (1918), хорунжий Армії УНР.

### Митці
- Бутович Микола Григорович — український живописець і графік, майстер декоративної графіки, ілюстрації, карикатури; письменник-мемуарист, автор епіграм.
- Гуцалюк Любослав Михайлович — український художник-експресіоніст.
- Дмитренко Михайло Сергійович — український маляр-монументаліст сакрального мистецтва, графік, історик мистецтва.
- Капшученко Петро Савич — український скульптор (мала камерна пластика, монументалізм), графік, декоратор; педагог та громадський діяч.
- Китастий Григорій Трохимович — бандурист і композитор.
- Климко Олександер (1908—1970) — український архітектор, графік і живописець.
- Козакевич-Дядинюк Ольга Володимирівна (1903-2004) — українська малярка.
- Кричевський Василь Григорович — український маляр, архітектор, графік.
- Ласовський Володимир Созонтович — український мистецтвознавець, критик, художник.
- Лятуринська Оксана Михайлівна — українська малярка, скульпторка, письменниця, поетка і громадська діячка.
- Мацюк Ія Павлівна — українська оперна співачка (лірико-драматичне сопрано).
- Паладій Ярослав Юрійович (1910—1977) — український різьбяр.
- Сім'янцев Валентин Іванович — український військовий, скульптор, інженер-гідротехнік. Військове звання — сотник Армії УНР (підвищений у повоєнні роки).
- Січинський Володимир Юхимович — український архітектор, графік і мистецтвознавець, дійсний член НТШ.
- Осип Стецура — співак[1]
- Тамарський Юрій Хомич  — український кінооператор, сотник Армії УНР.
- Черешньовський Михайло Матвійович — український скульптор-монументаліст, різьбар по дереву, технічний працівник УПА, педагог і громадський діяч.
- Шерей Ганна Костянтинівна — співачка.

### Письменники
- Антипенко Іван Якович — драматург, прозаїк, фейлетоніст
- Барка Василь Костянтинович(справжнє прізвище Очерет) — український поет, письменник, літературний критик та перекладач.
- Гуменна Докія Кузьмівна — українська письменниця, член ОУП «Слово».
- Галина Журба — українська письменниця.
- Керницький Іван Степанович — український письменник, драматург, фейлетоніст, журналіст, гуморист. Член Президії ОУП «Слово».
- Маланюк Євген Филимонович — український письменник, культуролог-енциклопедист, публіцист, літературний критик.
- Островерха Михайло — український письменник, перекладач, фольклорист, мистецтвознавець, співак, громадсько-просвітній діяч, військовик.
- Осьмачка Теодосій Степанович — український письменник, поет, прозаїк, що творив у дусі символізму та неоромантизму.
- Полтава Леонід Едвардович — український поет на еміграції, громадський діяч. Журналіст радіо «Свобода» та радіо «Голос Америки».
- Стефанович Олекса Коронатович — український поет, літературний критик.

### Учені
- Дзябенко Микола — український громадсько-політичний діяч, журналіст.
- Нездійминога Микола Павлович — доктор медицини, викладач Українського вільного університету та Українського технічно-господарського інституту, вояк Армії УНР.
- Степаненко Микола Омелянович — науковець, громадський та політичний діяч на еміграції, журналіст, літературознавець.
- Трухлий Іван — професор, лицар ордена Хреста Симона Петлюри.
- Шинкар Петро Михайлович — український учений-хімік, політичний діяч, член-основоположник УРДП.
- Яковлів Андрій Іванович — український учений історик, правник, громадський і політичний діяч.

## Галерея

Могила Петра Дяченка